# René Blattmann
René Blattmann är född i La Paz, Bolivia, den 28 januari 1948. Där gick han i en tysk skola fram till studentexamen. Mellan åren 1966 och 1972 studerade han juridik vid universitetet i Basel, Schweiz, där han tog licensiatexamen. Han har också studerat i Strasbourg och Pescara varefter han återvände till Bolivia för att arbeta som advokat. Mellan åren 1980 och 1990 undervisade han även som professor i straffrätt och rättslära vid det statliga universitetet San Andrés, varefter han fram till 1994 undervisade vid det katolska universitetet i La Paz. Han har varit minister och fokuserade på systematisering och modernisering av det rättsliga systemet i Bolivia med inriktning på skydd för de mänskliga rättigheterna, särskilt för den indianska ursprungsbefolkningen på landsbygden.
Han var ordförande för den av FN beslutade kommittén för att genomföra fred i Guatemala, MINUGUA, som avslutade sitt arbete 27 maj 1997 i och med att parterna undertecknade ett avtal om varaktig fred.
Han tjänstgör som domare och andre vice talman i Internationella brottmålsdomstolen i Haag efter förslag från latinamerikanska gruppen (GRULAG).
Språk: Spanska (modersmål), tyska, engelska och franska.

## Fotnoter
1. ↑  ”Arkiverade kopian”. Arkiverad från originalet den 8 juni 2009. https://web.archive.org/web/20090608032940/http://mil.se/sv/i-varlden/Utlandsstyrkan/Enskilda-insatser/MINUGUA--Guatemala/. Läst 2 januari 2009.
2. ↑  http://en.wikipedia.org/wiki/UN_Regional_Groups